# Slivnica pri Celju
Slivnica pri Celju je naselje u slovenskoj Općini Šentjuru. Slivnica pri Celju se nalazi u pokrajini Štajerskoj i statističkoj regiji Savinjskoj. 

## Stanovništvo
Prema popisu stanovništva iz 2002. godine naselje je imalo 116 stanovnika.